# Емден (бронепалубен крайцер, 1908)
Емден (на немски: SMS Emden) е германски бронепалубен крайцер от типа „Дрезден“ от времето на Първата световна война. Става известен благодарение на успешните си рейдерски действия против търговското корабоплаване и военните кораби на съюзниците в Индийския океан. От 1 август до 9 ноември 1914 г. пленява 23 търговски съда, потопява руския крайцер „Жемчуг“ и френски разрушител. Особено важно е да се отбележи строгото съблюдаване на закона и обичаите за водене на война по море от екипажа и командира на крайцера, хуманното отношение към пленниците. В резултат на действията на крайцера не загива нито един човек от екипажите и пътниците на пленените търговски съдове.
В боя при Кокосовите острови е унищожен от австралийския крайцер „Сидни“.

## Построяване и служба до Първата световна война
На 6 април 1906 г. на стапелите в Данциг е заложен новия крайцер от 4-ти ранг. При залагането кораба получава името „Ерзац Пфайл“. Поради проблеми с финансирането строежа се проточва и заложеният почти година по-късно еднотипен крайцер „Дрезден“ е спуснат на вода по-рано. За построяването помагат патриотично настроените жители на град Емден в Долна Саксония, събрали като дарения 6,8 млн. марки и в чест на дарителите крайцерът е преименуван на „Емден“. Корабът е спуснат на вода на 26 май 1908 г. и е зачислен в бойния състав на флота на 10 юли 1910 г. „Емден“ става вторият и последен в серията крайцери от типа „Дрезден“, а също така и последният немски крайцер с парни машини. На крайцерите, строени по-късно, включително и на еднотипния „Дрезден“, се поставят турбини.
На ходовите изпитания на мерната миля крайцера показва максимална скорост от 24 възела. Корабът е въоръжен с десет 105-милиметрови скорострелни оръдия SK L/40. По две оръдия са разположени на носа и на кърмата, оставащите шест са по три на всеки борд. Те имат далечина на стрелбата до 12 200 метра, а боекомплектът на оръдие е 150 снаряда, както и два 450-mm торпедни апарата. Противоминния калибър са осем 52-mm оръдия, но според данните в някои източници те впоследствие са демонтирани.
Корабът, след влизането си в строй, е изпратен под командването на фрегатенкапитан (капитан 2-ри ранг) Волдемар Фолертун в Циндао, за служба в състава на Източно-Азиатската крайцерска ескадра. По пътя към Циндао крайцера посещава Буенос Айрес с официална визита, за вековния юбилей от независимостта на Аржентина, а също и Валпараисо, Таити и Самоа, където се среща с флагманския кораб на ескадрата, крайцера „Шарнхорст“. На 17 август 1910 г. кораба пристига в Циндао. Благодарение на изящните си обводи крайцерът получава псевдонима „Лебед на Изтока“.
От декември 1910 до март 1911 г. крайцерът участва в потушаването на Сокехското въстание на остров Понпей. В хода на стълкновенията с въстаниците на сушата загива един офицер и са ранени пет матроса. През лятото на 1911 г. кораба е принуден да премине сериозен ремонт в Циндао след сблъсък с японски сухогруз. През лятото на 1912 г. корабът получава „Награда на Кайзера“ за артилерийски стрелби.
През май 1913 г. командир на крайцера става корветенкапитан (капитан 3-ти ранг) Карл фон Мюлер. През август—септември 1913 г. „Емден“ участва в потушаването на Втората китайска революция, действайки в река Яндзъ и обстрелва позициите на метежниците в Нанкин и Пекин.
На 20 юли 1914 г. крайцерската ескадра потегля на плаване към архипелага на Самоа, „Емден“ остава в Циндао. Капитанът на крайцера остава старши морски офицер в немската база. Мюлер получава заповед да има на борда тримесечен запас от продоволствие и гориво и да бъде в постоянна готовност към незабавно излизане в морето. В случай на война Мюлера има задачата за снабдяване на ескадрата с въглища, той трябва да подсигури излизането на снабдителните кораби за гориво в морето от Циндао, а след това да се присъедини към основните сили. На 28 юли е получена радиограма от германското Адмиралтейство, в която се съобщава за неизбежност на войната с Великобритания, Франция и Русия, а на 30 юли капитан Мюлер, след като не получава никакви нови инструкции от командира на ескадрата, адмирал Максимилиан фон Шпее, взема решение да излезе в морето.

## Първа световна война

### Начало на военните действия
На 31 юли в 19:00 крайцерът напуска Циндао и взима курс към Цушимския пролив. В нощта на първи към втори август е получена радиограма за мобилизацията на армията и флота и обявяването на война на Русия и Франция.
Около четири часа сутринта на 3 август близо до остров Цушима право по курса е забелязан голям параход и „Емден“, издига сигнал „веднага спрете“, започва преследване. Независимо то предупредителните изстрели, параходът развива скорост 17 възела и подавайки сигнали за бедствие, се опитва да избяга от преследвача си в японските териториални води. Когато крайцера открива огън на поражение, и снарядите започват да падат непосредствено зад кърмата, преследвания параход спира. На борда е изпратена призова команда от 20 въоръжени матроса под командването на обер лейтенант (старши лейтенант) Юлиус Лаутербах, която установява, че това е параход на руския Доброволен флот „Рязань“ с 80 пътника. Построеният през 1909 г. в Германия на стапелите на Шихау кораб се използва за регулярни съобщения между Черно море и руското крайбрежие на Тихия океан, но в случай на война трябвало да се използва като спомагателен крайцер, във връзка с което е подготвен за поставянето на оръдия. „Рязань“ е първия кораб, взет от Германия от Руската империя в Първата световна война.
Мюлер решава да доведе пленения параход в Циндао за използването му като спомагателен крайцер. На обратния път на хоризонта е забелязан дим, движещ се с курс на юг. Опасявайки се, че това са френските крайцери „Дюпле“ (на френски: Dupleix) и „Монкалм“ (на френски: Montcalm), в съпровождение на разрушители, капитан Мюлер заповядва да се измени курса, за да избегне срещата. От страна на неизвестните кораби няма предприети никакви опити за сближаване. Някои източници твърдят, че това действително са френските крайцери, които се отклоняват от стълкновение, грешно разпознали „Емден“ и „Рязань“ като „Шарнхорст“ и „Гнейзенау“, макар, най-вероятно, нито „Дюпле“ нито „Монкалм“ да се намират в този район към 5 август.
В утрото на 6 август крайцерът заедно със своя приз се връща в Циндао. На „Рязань“ са поставени оръдията на намиращия се пристанището небоеспособен спомагателен крайцер „Корморан“, след което на 7 август параходът е въведен в състава на ВМС също под името „Корморан“. „Емден“, вечерта на 6 август, напуска пристанището заедно с два спомагателни крайцера и осем въглевоза и на 12 август се съединява с основните сили на ескадрата на Маршаловите острови. Към тази дата Германия вече е в състояние на война и с Великобритания, а след три дни на страната на Антантата застава и Япония.
На 13 август се състои съвещание на старшите офицери на ескадрата, на което адмирал Шпее обявява, че във връзка с голямото количество кораби на противника в Индийския океан и проблемите със снабдяването на ескадрата с гориво той смята да извърши преход към Южния Атлантик и да започне крайцерски действия до бреговете на Южна Америка. Когато на капитан Мюлер е предложено да се изкаже, той изразява опасения, че при дълъг преход ескадрата няма да достигне съществени резултати, и предлага поне на част от леките сили да останат да действат в Индийския океан. След като предложението е одобрено от другите участници в съвещанието, Шпее заповядва на капитана на „Емден“ да започне самостоятелни рейдерски действия. В подчинение на Мюлер е придаден парахода „Маркомания“, натоварен с 5 хил. тона въглища.

### Рейдерски действия в Индийския океан

#### В Бенгалския залив
На 13 август ескадрата излиза в морето, а в 7:00 на следващия ден флагмана издига сигнал „Започвайте самостоятелно плаване. Желая успех“. Мюлер отговаря с „Благодаря за доверието. Щастливо плаване и успех“ и заповядвайки на „Маркомания“ да го следва, взима курс на югозапад.
Пътят към Индийския океан отнема две седмици. Нито една от планираните срещи с немските въглевози не се осъществява и крайцерът зарежда въглища от „Маркомания“ до бреговете на Тимор.
На 20 август германската канонерска лодка „Гейер“, пътуваща от Танганика, се опитва да установи връзка с „Емден“. Командирът на „Емден“ информира командира на „Гейер“, че ще очаква „Гейер“ при остров Ангаур, но „Гейер“ не успява да се добере навреме до мястото на срещата, „Емден“ вече в тръгнал.
На 28 август, с маскировка във вид на фалшив четвърти комин от дъски и платна (английските леки крайцери са дву- или четири коминни), „Емден“ влиза в Индийския океан през пролива между островите Ломбок и Бали и се насочва към Бенгалския залив. Мюлер планира да унищожи плаващите маяци в устието на Ганг, обърквайки по този начин корабоплаването в района на Калкута.
В течение на седмица и половина „Емден“ не среща нито един кораб, докато на 9 септември, примерно в 23:00, крайцера не спира гръцкия параход „Понтопорос“, пътуващ от Бомбай към Калкута. Гърция е неутрална страна и не участва във войната, но товара – 6500 t въглища е собственост на англичаните и е законен плячка. Мюлер успява да убеди капитана на „Понтопороса“ да сключи изгоден фрахт с немците. За да се гарантира неговото съблюдаване, на борда е оставен отряд от въоръжени моряци. Сутринта на следващия ден е забелязан параход, плаващ под флага на британския спомагателен флот. На неговата палуба се виждат надстройки с неизвестно предназначение. След като съда е спрян, става ясно, че това е английския параход „Индус“ (3413 брт) построен 1904 г. Параходът е преоборудван във войскови транспорт, а надстройките на палубата са ясли за коне. Екипажът на „Индус“ е превозен на „Маркомания“ и след като всичко необходимо (провизии, сапун и цигари) е прехвърлено на крайцера, са отворени кингстоните на парахода. Мюлер разрешава на канонирите на „Емден“ да използват потъващия кораб за тренировка. „Емден“ изстрелва 6 снаряда в корпуса на съда, след което известно време плава около потъващия „Индус“, за да се убеди, че всички снаряди са поразили предполагаемите цели.
На 11 септември е задържан и потопен английският параход „Лоувет“, построен 1911 г. (6012 t), преоборудван във войскови транспорт. Около 22:00 на 12 септември е спрян английският параход „Кабинга“ (4657 брт., 1907 г.). Тъй като според корабните документи по-голямата част от товара е собственост на американци, Мюлер решава да не потопява парахода, опасявайки се от възможни реституционни искания от тяхна страна, а също не иска да подлага на риск намиращите се на борда жени и деца. Вместо това „Кабинга“ е решено да се използва като плаващ затвор, премествайки на него пленниците от „Маркомания“.
В течение на следващите два дни са задържани и потопени още три британски съда: „Кайлин“ (1908) с товар 6 хил. тона въглища, „Дипломат“ (1912 г., 7615 тона) с товар чай и „Требоч“, пътуващ за Калкута с баласт. Екипажите им са качени на „Кабинга“, а на 14 септември Мюлер заповядва да се освободи препълнения с пленници параход. След кратко дозорните на крайцера откриват още един съд, който прави опит да се измъкне от преследването, подавайки сигнали за бедствие. Параходът спира само след като крайцера открива огън на поражение. Абордажната команда установява, че това е „Клан Мефисон“ (4775 т), на път за Калкута с товар автомобили, велосипеди и парни двигатели. Съдът е потопен, с отворени кингстони и взривни заряди в трюма. Освен пленените британски съдове за времето на действие около Калкута са спрени и пуснати два италиански парахода.
След като „Кабинга“ е освободен, а „Клан Мефисон“ изпраща сигналите си за бедствие, оставането около Калкута е небезопасно, и капитан Мюлер се насочва югоизток към Рангун. На 18 септември „Емден“ среща неутралния съд на Норвегия, капитанът на който се съгласява да достави пленниците в Рангун. На следващия ден крайцера поема курс на запад, насочвайки се към Мадрас.

#### Бомбардировка на Мадрас
На 22 септември „Емден“ се приближава към Мадрас. В 17 часа „Маркомания“ взима курс на юг, към предварително определената точка на среща до бреговете на Цейлон, а на крайцера отново поставят фалшивия четвърти комин, и той влиза в пристанището на Мадрас. Независимо от военните действия и получените известия за германския рейдер, всички навигационни светлини и маяци в пристанището действат, няма охрана, а бреговите батареи не са готови за отразяване на нападението, и „Емден“ безпрепятствено се доближава до брега на дистанция 2800 – 3000 метра. В 21:45 крайцера включва прожекторите и открива огън от петте оръдия по десния борд към нефтохранилището. От третия залп целта е покрита и скоро на мястото на нефтените цистерни има огромен пожар. За половин час са направени около 130 изстрела, и когато бреговата батарея открива ответен огън, крайцерът изключва прожектора и, прекратявайки огъня, се скрива в тъмнината. Батареята успява да направи шест (по други данни – девет) изстрела, но няма попадения.
Обстрелът нанася сравнително неголям материален ущърб – изгарят 5000 t нефт, но е достигнат огромен пропаганден и психологически ефект. Европейците започват да напускат града, сред местното население започват вълнения, престижът на Британия е сериозно наранен.
След този инцидент англичаните организират осветяването с прожектори на всички големи пристанища, което предотвратява следващи нападения, но, по свидетелство на старшия помощник на крайцера, капитан-лейтенант Мюке (на немски: Hellmuth von Mücke), значително облекчава крайцера в навигацията му в крайбрежните води.

#### Цейлон, Малдивите и архипелага Чагос
След рейда на Мадрас капитан Мюлер решава да смени района на действие да се махне от Бенгалския залив. На 23 септември „Маркомания“ е срещнат в условната точка и двата кораба вземат курс на югоизток, към Цейлон. След ден, на 25 септември крайцерът спира и потопява поредните жертви – английските параходи „Кинг Ланд“ (3650 t), с баласт към Калкута, и „Тимерик“ (4000 t), пътуващ към Англия с товар захар.
Тъй като входът в пристанището на Коломбо нощем се осветява от прожектори и внезапната атака е невъзможна, Мюлер решава да се насочи към остров Миника. В съседство на острова преминава важен търговски път, а големият маяк служи за ориентир за съдовете, курсиращи между Аден и Коломбо. На 26 септември, на път за Миника е пленен „Грайфевел“ (4437 t), пътуващ с баласт към Коломбо. Кораба е решено да се използва за пленените екипажи, а не да се потопи. На следващия ден е спрян параходът „Бюреск“ (4350 t) с много ценен за рейдера товар – той е зафрахтован от британското Адмиралтейство и превозва в Хонконг 6600 t първокласни въглища за английските бойни кораби. Това количество е достатъчно, за да се подсигури плаването на крайцера в течение на дълго време. На следващия ден са потопени още два съда, плаващи под баласт от Аден – „Рибера“ (3500 t) и „Фойл“ (4147 t), също така е спрян и пуснат след проверка холандския параход „Диосия“. След това Мюлер решава да пусне „Грайфевел“ с пленниците и да смени района на действие, като се насочи към Малдивските острови.
На 29 септември последните въглища и смазочни материали от „Маркомания“ са прехвърлени на „Бюреск“, а на следващия ден парахода тръгва със заповед да се срещне с „Понтопорос“, да прибере призовата му команда и останалите въглища, да заплати на капитана и да пусне гръцкия съд, след това да набере прясна вода и продоволствия в едно от неутралните пристанища и да се върне при крайцера. „Маркомания“ не успява да изпълни заповедта, на 12 октомври, при прехвърлянето на въглищата са открити от английския крайцер „Ярмът“, „Маркомания“ е потопена от призовата команда, а „Понтопорос“ е пленен и закаран в Сингапур.
„Емден“ в съпровождение на „Бюреск“ взема курс към архипелага Чагос. По пътя крайцера пресича търговските линии Австралия-Аден и Кейптаун-Калкута и в течение на няколко дни патрулира в този район, но не среща никакви съдове. На 9 октомври корабите пускат котва в залив на остров Диего Гарсия и екипажите започват прехвърляне на въглища, кренговане на крайцера за почистване на подводната част от налепи и почистване от пепел и накипи на котлите. На острова има малка френска колония и фабрика за производство на кокосово масло. Те нямат никаква връзка с големия свят, освен съдовете, пристигащи веднъж на няколко месеца за продукцията на фабриката и те нищо не знаят за започналата война. Мюлер не ги информира, под предлог, че неговия кораб уж се намира в дълго единично плаване и също отдавна няма новини. Немските моряци поправят на колонистите повреден моторен бот, офицерите на крайцера са поканени на закуска с директора на фабриката, а екипажа спокойно завършва товаро-разтоварните и ремонтни дейности.
На 10 октомври крайцерът напуска гостоприемния остров. Първоначално е планирано да се насочат към Пенанг, но когато радистите на крайцера прехващат радиограма от Коломбо, в която се съобщава, че „Емден“ е напуснал района на търговските пътища около Цейлон и съдоходството там е безопасно, Мюлер решава да вземе курс към Миникой. На 15 октомври крайцерът дозарежда въглища при Миладу-Маду, най-северния от Малдивските острови, а вечерта на същия ден се връща към бреговете на Миникой, откъдето тръгва само преди две седмици. В 23:00 е забелязан първия съд, което се оказва британския параход „Клан Грант“ (3948 t), пътуващ към Коломбо. На кораба има много големи запаси от провизии и цигари, които е решено да се пренесат на крайцера. Претоварването започва на следващия ден сутринта, от парахода са свалени резервни части за парната машина и огнеупорни тухли за ремонт на котлите на крайцера. В разгара на работите са забелязани мачтите на приближаващ се кораб, силно люлеещ се по океанските вълни. Опасявайки се, че това може да е вражески разрушител, Мюлер заповядва да се приготвят за бой. Когато разстоянието намалява, загадъчния кораб се оказва драгата „Понрабела“, пътуваща от Англия към Тасмания. След като екипажа е евакуиран, драгата е потопена с три оръдейни изстрела, след което е потопен и „Клан Грант“. Крайцера взема курс на изток и вечерта на същия ден пленява и пуска на дъното още един английски параход – „Бенмор“ постройка 1912 г., 4806 t, с товар автомобили, моторни лодки и резервни части за тях.
За две денонощия 18 – 19 октомври „Емден“ хваща още четири британски съда: новия кораб „Тройлус“ (7562 t), пътуващ от Коломбо в Англия с товар мед, каучук и цинк, „Сент Егберт“ (5596 t), пътуващ с товар захар в Ню Йорк, „Ексфорд“ от Кардиф, превозващ 6500 тона въглища за британския флот и „Чилкана“ (1910 г., 5220 t) с екипаж от китайски матроси. След като от пленените кораби е свалено всичко необходимо, а радиостанцията на „Чилкана“ е пренесена на „Ексфорд“, „Чилкана“ и „Тройлус“ са потопени, „Сент Егберт“, товара на който принадлежи на американци, е пуснат с всички пленници и получава разрешение да се насочи към което и да е пристанище, освен Коломбо и Бомбай. „Ексфорд“ се присъединява към крайцера като още един въглевоз. Част от китайските матроси Мюлер успява да наеме като огняри на „Ексфорд“ и „Бюреск“. В съпровождение на двата въглевоза крайцера заобикаля Цейлон от юг, на 22 октомври на „Ексфорд“ е заповядано да се насочи към в условна точка и да чака крайцера, а „Емден“ и „Бюреск“ се насочват на изток.

#### Рейд при Пенанг
На 26 октомври „Емден“ взема въглища до брега на Никобарските острови и се разделя и с втория въглищар, определяйки на „Бюреск“ място за среща и взема курс към Пенанг. Отново е поставен фалшивия четвърти комин и се приготвят за бой. Около 5 часа сутринта на 28 октомври „Емден“ достига Пенанг, където, като и в Мадрас, работят всички навигационни светлини и маяци, светомаскировката не се спазва, стоящите на рейда бойни кораби са осветени. С изключени светлини и спуснат флаг крайцера доближава входа на вътрешния залив и се задържа при входния буй, за да даде възможност на сигналчиците да оценят обстановката. След това, като най-голям военен кораб е опознан руския бронепалубен крайцер „Жемчуг“ и той е избран за мишена на първата атака.
Приближавайки се към „Жемчуг“, неразпознан, на дистанция 800 метра „Емден“ издига германския флаг, изстрелва торпедо и открива огън от оръдията на десния борд. Руският крайцер, построен през 1903 г., и участник в Цушимското сражение има по-мощен главен калибър, отколкото „Емден“ (8х120-mm), но е съвършено неподготвен за внезапното нападение: командирът на кораба, капитан втори ранг барон Черкасов е на брега, вахтеният офицер спи, той е събуден, когато дозорните долагат за приближаването на неизвестен крайцер, но не успява да се качи на горната палуба, екипажът носи служба по разписанието за престой на котва. Първото торпедо поразява руския крайцер в района на кърмата, зад последния комин и той започва бързо да потъва, поемайки вода. „Емден“ започва завой, в това време „Жемчуг“ успява да произведе няколко ответни изстрела, но без нито едно попадение. Второто торпедо, изстреляно от апарата на левия борд, попада в носовата част, предизвиквайки детонация на боеприпасите. В резултат на мощния взрив „Жемчуг“ се чупи по средата и потъва за няколко минути. От 340 души екипаж на кораба загиват 82 и са ранени 115. Впоследствие командира и старшия офицер на „Жемчуг“ са разжалвани до матроси и осъдени на затвор в крепост.
След потопяването на „Жемчуг“, „Емден“ завива надясно, за да унищожи стоящите без ход френски миноносци „Фронда“ и „Пистолет“ и канонерската лодка „Д’Ибервил“, но в това време дозорните забелязват кораб, който се появява на входа на пристанището. Опасявайки се от това да се окаже в капан, Мюлер заповядва незабавно да се атакува непознатият кораб. След съкратяване на дистанцията, става ясно, че това е невъоръжения катер на губернатора на острова, и крайцера незабавно спира стрелбата. Независимо от едното попадение в комина, на борда на катера няма пострадали. Сега крайцерът вече е извън вътрешния залив, и доколкото фактора на изненадата е изгубен, а връщането обратно е твърде рисковано, Мюлер заповядва да се свалят бойните флагове и да се оттеглят.
Когато преминават външния вход, крайцерът среща английския кораб „Глентурет“, но изпратеният отряд е спешно върнат, а парахода е пуснат, защото сигналчиците забелязват френски кораб, приближаващ от север. „Емден“ тръгва на сближение и от дистанция 4300 метра открива огън. Канонирите на крайцера достигат попадение от третия залп, на миноносеца са взривени котлите и той губи ход, но продължава да води ответен огън от кърмовото оръдие и успява да изстреля торпедо по крайцера. След десетия залп миноносецът започва да потъва и крайцерът спуска лодки, за да прибере оцелелите. На борда са качени 36 души от 76 екипаж на миноносеца, 12 са ранени, някои от тях тежко. Пленниците съобщават, че техният кораб е миноносецът „Мускет“, построен 1902 г., с водоизместимост 310 тона, въоръжен с два торпедни апарата, едно 65-mm и шест 47-mm оръдия.
След края на спасителната операция Мюлер заповядва да се увеличи хода до 22 възела. Дозорните забелязват още един френски миноносец, преследващ крайцера (това е успелия да вдигне пара „Пистолет“), но Мюлер решава да не приема боя, за да може по-бързо да напусне района на Пенанг. След няколко часа започва да вали и противниците се загубват от поглед.
В течение на следващите две денонощия умират и са погребани в морето, с воински почести, трима тежко ранени френски моряка. Около четири сутринта на 30 октомври крайцерът прехваща английския параход „Нюборн“ (3000 t). Опасявайки се за състоянието на ранените, Мюлер не потопява парахода, а го пуска с всички пленени французи, предварително вземайки от тях писмени обещания да не участват повече във военни действия срещу Германия. След това „Емден“ се насочва към индонезийския остров Симеулуе, до бреговете на който е определена срещата с „Бюреск“.

### Боя при Кокосовите острови. Гибелта на „Емден“
На 31 октомври „Бюреск“ е посрещнат на уговореното място, на 2 ноември, в тържествена обстановка, Мюлер награждава с медали 40 матроса от крайцера. След приключване на поредното товарене с гориво до бреговете на Западна Суматра „Бюреск“ тръгва, с нови координати за среща.
Следващите няколко дни „Емден“ крейсира в района на Зондския пролив в чакайки за среща „Ексфорд“ и в опита да прихване японски и английски търговски кораби. Срещата с „Ексфорд“ е планирана за 8 ноември и командирът на въглевоза, лейтенант Лаутербах, получава заповед да се насочи към остров Сокотра и да чака там среща с крайцера. Мюлер планира да се пребазира в района на Аденския залив, но преди това решава да унищожи радиостанцията и кабелната релейна станция на остров Дирекция, един от Кокосовите острови, прекъсвайки по този начин връзката на Австралия с останалия свят.
Около 6:30 сутринта на 9 ноември „Емден“ пуска котва в залива на остров Дирекция и стоварва въоръжена десантна група, в която влизат 32 матроса, 15 техника и три офицера. Командир на групата е старпома, капитан-лейтенант Мюке. Преди десанчиците да се доберат до островната радиостанция тя успява да предаде в ефира сигнал SOS и съобщение за неизвестен военен кораб. Независимо от опитите на немския крайцер да заглуши сигнала той е приет от намиращия се на 55 мили от острова австралийски крайцер „Мелбърн“, флагмански кораб на ескорта на голям австралийско-новозеландски войскови конвой плаващ към Коломбо. Командирът на „Мелбърн“, капитан Силвер (на английски: Mortimer T. Silver), командващ и силите на ескорта, по радиото заповядва на крайцера „Сидни“ да се отдели от конвоя и да открие неизвестния кораб. Радистите на „Емден“ прехващат заповедта, но заради слабия сигнал решават, че до противника има не по-малко от двеста мили, и Мюлер, вместо да излезе незабавно в открито море, заповядва да се свържат по радиото с „Бюреск“ и да се приготвят за прехвърляне на въглища, а в това време плаващия на максимална скорост „Сидни“ има по-малко от два часа път до острова.
През това време отрядът унищожава радиостанцията, взривява мачтата с антените, склада за кабели и започва унищожението на кабелната подстанция. В 9:00 дозорния на мачтата на крайцера забелязва приближаващ се дим и на борда решават, че на хоризонта се е появил „Бюреск“, но в 9:12 приближаващия кораб е опознат като четирикоминен крайцер. В 9:15 десантния отряд получава заповед със сирената и флагове спешно да се върне на борда, но не успяват да го изпълнят – в 9:30 крайцера вдига котва. Първоначално корабът, идващ към острова, е опознат като английския крайцер „Нюкасъл“, но скоро се изяснява, че „Емден“ има доста по-силен противник. „Сидни“ е значително по-голям, по-бърз, по-добре брониран и въоръжен с по-мощни и далекобойни 152-mm оръдия и съществено превъзхожда немския крайцер по параметри. 105-mm оръдия на „Емден“ са неспособни да нанесат съкрушителен удар по кораба на противника и основна задача в предстоящия бой за Мюлер е излизане на дистанция за торпедна атака.
В 9:40 „Емден“ открива първи стрелба от дистанция около 9 хил. метра и от третия залп има попадения в австралийския крайцер, унищожавайки кърмовия му далекомер. Следващите попадения предизвикват пожар и вадят от строя едно от носовите оръдия. На австралийските канонири им отнема повече време да се прицелят, но на двадесетата минута от боя „Емден“ получава попадения, а към 10:20 немският крайцер губи предния комин, изведени от строя са системата за управление на огъня, рулевото управление и радиостанцията, няма електрозахранване. Заради големите загуби сред артилерийските разчети и заради необходимостта от ръчно подаване на снаряди от погребите ответния огън на „Емден“ значително намалява. Използвайки преимуществото си по скорост, австралийският крайцер поддържа изгодна за него дистанция. Към 10:45 са загубени и двата задни комина, както и мачтата, скоростта на крайцера, заради загуба на тяга в пещите, пада до 19 възела. Шансовете за успешна торпедна атака вече са минимални, но Мюлер продължава опитите, докато не му долагат, че торпедният отсек е пълен с вода, заради пробойни под водолинията. В 11 часа Мюлер заповядва прекратяване на огъня и курс към остров Норт Килинг, най-северния от Кокосовите острови. Тъй като продължаването на боя е безсмислено, капитанът решава да спаси останалите живи членове на екипажа, корабът на пълен ход да се разбие в брега, а след това да отвори кингстоните, за да не попадне в ръцете на противника. В това време на хоризонта се появява „Бюреск“ и „Сидни“, оставяйки очевидно небоеспособния немски крайцер, се спуска в преследване на въглевоза.
Когато „Сидни“ настига въглищния кораб, той вече потъва, екипажът успява да отвори кингстоните. Взел на буксир лодките с екипажа, австралийският крайцер се връща към „Емден“ и със сигнал на прожектора изисква капитулация. Тъй като няма отговор, а на оцелялата мачта, както преди, се вее стенговият флаг, „Сидни“ отново открива огън. След първия залп немският крайцер пуска бойния флаг и издига бял, сигнализирайки капитулация. След изпращането на лодка към „Емден“ с лекар и медикаменти, „Сидни“ се насочва към остров Дирекция, за да изясни положението с комуникациите и да плени немския десант. Австралийците се връщат към Норт Килинг едва на следващия ден. Към Мюлер, от капитан Глосъп (на английски: John C T Glossop), командир на „Сидни“ пристига офицер-парламентьор с формално искане за капитулация. В писмото се констатира безизходното положение на немския крайцер, гарантира се хуманно отношение към пленниците и оказване на помощ за ранените. Мюлер отговаря със съгласие и екипажът на „Сидни“ започва спасителна операция. Мюлер напуска крайцера последен, при пристигането на борда на австралийския кораб са му оказани капитански почести, оцелелите членове на екипажа ги очаква специално приготвен обяд, ранените са настанени в корабния лазарет.
В боя „Емден“ губи 131 души убити и 65 ранени, „Сидни“ има трима убити и осем ранени.

## Съдбата на екипажа на „Емден“
Членовете на екипажа, взети в плен след боя при Кокосовите острови, включително командирът на кораба капитан Мюлер, са изпратени в лагери за военнопленници в Малта, където повечето остават до края на войната.
Бягството от Малта е успешно само за лейтенант Фикенчер, но когато той достига до Сицилия, Италия вече е на страната на Антантата и той попада от английски плен в италиански.
През октомври 1916 г. капитан Мюлер е преместен от Малта в Англия. През септември 1917 г. той предприема неуспешен опит за бягство, след това е хванат и осъден на 56 дни карцер. През януари 1918 г., заради възобновените пристъпи на малария, състоянието на капитана сериозно се влошава и Мюлер е освободен. Отначало той е интерниран в неутрална Нидерландия, а след подписване на декларация да не участва повече във войната, получава разрешение да посети Германия. Командването го представя за висшата военна награда – ордена „Pour le Mérite“, но това представяне среща съпротивата на главата на Военноморския кабинет, адмирал фон Мюлер (еднофамилец на командира на „Емден“), който счита, че капитанът следва да понесе отговорност за загубата на крайцера в резултат на погрешни решения. Въпреки това на 21 март 1918 г., кайзер Вилхелм утвърждава награждаването. През есента на 1918 г. Мюлер окончателно се връща от Нидерландия, произведен е в звание капитан цур зее (капитан 1-ви ранг) и е назначен на щабна длъжност. В началото на 1919 г. Мюлер излиза в отставка по здравословни причини и се заселва в Бланкенбург, взема участие в политическия живот, избран е в местния парламент на Брауншвайг. Умира на 11 март 1923 г.
Призовите команди, които се намират на въглевозите, също са взети в плен и настанени в лагер за военнопленни в Сингапур. „Маркомания“ и „Понтопорос“ са пленени на 12 октомври, а „Ексфорд“, така и не дочакващ крайцера за срещата, е пленен на 11 декември до бреговете на Суматра от спомагателния крайцер „Емпрес оф Джапан“. Лейтенант Лаутербах, командващ „Ексфорд“ успява да избяга на 15 февруари 1915 г., по време на бунт, вдигнат от индийски войници. През холандските колонии и САЩ Лаутербах успява да стигне до Германия към октомври 1915 г. Той е произведен в обер-лейтенант (старши лейтенант) и назначен за командир на спомагателен кораб.
Десантната команда на капитан-лейтенант Мюке избягва плена. След като изхода на боя между „Емден“ и „Сидни“ става очевиден, те успяват да излязат в морето преди връщането на австралийския крайцер на стария платноход „Айша“, използван за превоз на копра. На ветрохода те стигат първо до Паданг, а след това до пристанището Ходейда в Йемен, откъдето по суша в юни 1915 г. достигат Константинопол – столица на Османската империя, съюзник на Германия в Първата световна война. След войната Мюке публикува книгата „Емден“, посветена на епопеята на крайцера.
В качеството на почест към оцелелите членове от екипажа и техните потомци те получават правото да добавят думата „Емден“ към своите фамилии. Самият крайцер е награден с Железен кръст. По време на Първата световна война само два кораба са удостоени с тази награда (втори е подводницата U-9).

## В памет на крайцера
След гибелта на „Емден“ със същото име са кръстени още четири кораба на немския флот, наследниците на името символично наследяват и „Железния кръст“, с който е награден крайцера. 1920/21 години с постановление на правителството на Прусия членовете на екипажа на „Емден“ получават правото да сменят своята фамилия на двойна, с приставката „-Emden“. Към ноември 1927 г. от това право се възползват 15 члена на вкипажа (без да се броят случаите на смяна на фамилията при вдовиците и децата на членовете на екипажа). Към септември 1933 са удовлетворени 91 заявления за смяна на фамилията, като не всички подадени заявления са удовлетворени.
- SMS Emden (1916) е лек крайцер от типа „Кьонигсберг II“.
- Емден (лек крайцер, 1925) е лек крайцер от времето на Втората световна война.
- Емден (F 221) е Фрегата от типа „Кьолн“.
- Емден (F 210) е Фрегата от типа „Бремен“.

Едно от 105-mm оръдия на крайцера през 1917 е поставено като паметник в Хайд парк в Сидни, още едно се намира в експозицията на военния мемориал в Канбера.
В корабната каса на крайцера, станала плячка за победителя, са намерени 6429 сребърни мексикански долара. През 1918 г. ювелирът от Сидни – У. Кер – превръща 1000 монети в паметни медали, които са връчени на матросите и офицерите на „Сидни“, служители на кабелната станция и в адмиралтейството.

## „Емден“ в киното
По мотиви на одисеята на крайцера са заснети няколко художествени филма:
- „Нашият Емден“ (на немски: Unsere Emden), Германия, 1926[66]
- „Приключенията на Емден“ (на английски: The Exploits of the Emden), Австралия, 1928[67]
- „Крайцерът Емден“ (на немски: Kreuzer Emden), Германия, 1932[68]
- „Под императорския флаг“ (на немски: Unter kaiserlicher Flagge), Германия, 2006[69]
- „Екипажът на Емден“ (на немски: Die Besatzung der Emden), Германия, 2009[70]
- „Мъжете от Емден“ (на немски: Die Männer der Emden) Германия, 2012[71]

## Потопени и пленени кораби и съдове
| Дата              | Име на съда    | Тип                  | Флаг           | Тонаж, брт  | Товар                    | Съдба                                                                     |
| ----------------- | -------------- | -------------------- | -------------- | ----------- | ------------------------ | ------------------------------------------------------------------------- |
| 4 август 1914     | „Рязань“       | товарен кораб        | Русия          | 3500        | Баласт                   | Пленен за използване като спомагателен крайцер                            |
| 9 септември 1914  | „Понтопорос“   | товарен кораб        | Гърция         | 4049        | Въглища                  | използван като въглевоз, впоследствие пленен от крайцера „Ярмът“          |
| 10 септември 1914 | „Индус“        | войскови транспорт   | Великобритания | 3413 (3393) | Различен                 | Потопен                                                                   |
| 11 септември 1914 | „Лоувет“       | войскови транспорт   | Великобритания | 6012        | Баласт                   | Потопен                                                                   |
| 12 септември 1914 | „Кабинга“      | товарен кораб        | Великобритания | 4657        | Различен                 | Пуснат с пленници на 14 септември                                         |
| 13 септември 1914 | „Кайлин“       | товарен кораб        | Великобритания | 3512        | Въглища                  | Потопен                                                                   |
| 13 септември 1914 | „Дипломат“     | товарен кораб        | Великобритания | 7615        | Чай                      | Потопен                                                                   |
| 13 септември 1914 | „Лоредано“     | товарен кораб        | Италия         |             |                          | пуснат след проверка                                                      |
| 13 септември 1914 | „Дандоло“      | товарен кораб        | Италия         |             |                          | пуснат след проверка                                                      |
| 14 септември 1914 | „Требоч“       | товарен кораб        | Великобритания | 4014        | Баласт                   | Потопен                                                                   |
| 14 септември 1914 | „Клан Мефисон“ | товарен кораб        | Великобритания | 4775        | Автомобили, парни машини | Потопен                                                                   |
| 18 септември 1914 | „Дувър“        | товарен кораб        | Норвегия       |             |                          | пуснат след проверка с пленници                                           |
| 25 септември 1914 | „Кинг Лад“     | товарен кораб        | Великобритания | 3650        | Баласт                   | Потопен                                                                   |
| 25 септември 1914 | „Тимерик“      | товарен кораб        | Великобритания | 3314        | Захар                    | Потопен                                                                   |
| 26 септември 1914 | „Грайфевел“    | товарен кораб        | Великобритания | 4437        | Различен                 | пуснат след проверка с пленници на 28 септември                           |
| 27 септември 1914 | „Бюреск“       | товарен кораб        | Великобритания | 4350        | Въглища                  | Използван като въглевоз, потопен от призовата команда                     |
| 27 септември 1914 | „Рибера“       | товарен кораб        | Великобритания | 3500        | Баласт                   | Потопен                                                                   |
| 27 септември 1914 | „Фойл“         | товарен кораб        | Великобритания | 4147        | Баласт                   | Потопен                                                                   |
| 27 септември 1914 | „Диосия“       | товарен кораб        | Нидерландия    |             |                          | пуснат след проверка                                                      |
| 16 октомври 1914  | „Клан Грант“   | товарен кораб        | Великобритания | 3948        | Различен                 | Потопен                                                                   |
| 16 октомври 1914  | „Бенмор“       | товарен кораб        | Великобритания | 4806        | Различен                 | Потопен                                                                   |
| 16 октомври 1914  | „Понрабел“     | драга                | Великобритания | 473         |                          | Потопен                                                                   |
| 18 октомври 1914  | „Тройлус“      | товарен кораб        | Великобритания | 7526        | Мед, каучук              | Потопен                                                                   |
| 18 октомври 1914  | „Сейнт Егбърд“ | товарен кораб        | Великобритания | 5526        | Различен                 | Потопен                                                                   |
| 19 октомври 1914  | „Ексфорд“      | товарен кораб        | Великобритания | 4542        | Въглища                  | Използван като въглевоз, впоследствие пленен от крайцера „Емпрес оф Ейша“ |
| 19 октомври 1914  | „Чилкана“      | товарен кораб        | Великобритания | 5146        | Различен                 | Потопен                                                                   |
| 28 октомври 1914  | „Жемчуг“       | бронепалубен крайцер | Русия          |             |                          | Потопен с торпеда                                                         |
| 28 октомври 1914  | „Глентурет“    | товарен кораб        | Великобритания |             | Различен                 | пуснат                                                                    |
| 28 октомври 1914  | „Мускет“       | миноносец            | Франция        |             |                          | Потопен с артилерия                                                       |
| 28 октомври 1914  | „Нюборн“       | товарен кораб        | Великобритания | 3000        |                          | пуснат след проверка с пленници                                           |
| 9 ноември 1914    | „Айша“         | Шхуна                | Великобритания | 97          |                          | Използван от десантния отряд на Мюке за бягство, потопен                  |

## Коментари
1. ↑  Всички данни са към момента на влизането в строй.
2. ↑  Префиксът „SMS“ е от на немски: Seiner Majestat Schiff (Кораб на Негово Величество).
3. ↑  Според германската класификация те се обозначават като малки крайцери (на немски: Kleiner Kreuzer).
4. ↑  Германските кораби при началото на тяхното строителство получават временни имена. За новите кораби се избират букви. Тези кораби, които трябва да заменят стари или загубени кораби, получават приставката „Ерзац“ пред името на заменяемия кораб.
5. ↑  Съгласно номенклатурата на артилерията на флота на Германската империя „SK“ (Schnelladekanone) означава „скорострелно оръдие“, а L/40 означава сравнителната дължина на оръдието в калибри. В дадения случай L/40 означава, че дължината на оръдието съставлява 40 негови калибра (105 × 40).